# Kiselička reka
Kiselička reka (mak. Киселичка Река), je mala rijeka na sjeveroistoku Republike Makedonije. Lijeva je pritoka Krive reke.
Kiselička reka nastaje iznad sela Kiselica, od Dubrovničke reke i nekoliko manjih potoka i dolova. Na svojem toku s lijeve strane prima Trnovsku reku, a potom se ulijeva u Krivu reku kod mjesta Samokov. 